# Zbigniew Machej
Zbigniew Machej (17. srpna 1958, Cieszyn) je polský filolog, spisovatel a překladatel z češtiny, slovenštiny a angličtiny.
Dlouhodobě působil na Polském institutu v Praze a Polském institutu v Bratislavě.